# Adejeania pellucens
Adejeania pellucens är en tvåvingeart som beskrevs av Guimaraes 1966. Adejeania pellucens ingår i släktet Adejeania och familjen parasitflugor. Inga underarter finns listade i Catalogue of Life.